# 大乗寺八郎
大乘寺 八郎（大乗寺-、だいじょうじ はちろう、1909年7月10日 - 1957年2月23日）は、日本の俳優である。本名は丹羽 竹松（にわ たけまつ）、初期芸名は千葉 三郎（ちば さぶろう）であった。

## 人物・来歴
1909年（明治42年）7月10日、京都府愛宕郡大宮村（現在の同府京都市北区）に「丹羽竹松」として生まれる。
待鳳尋常高等小学校（現在の京都市立待鳳小学校）を卒業後、18歳になる1927年（昭和2年）、マキノ・プロダクションに入社、芸名を「千葉三郎」とする。大部屋俳優を経て、翌1928年（昭和3年）6月に設立された中根龍太郎喜劇プロダクション（中根コメディプロダクションとも）の設立に参加、同社が製作した中根龍太郎監督の『助太刀商売』、山崎藤江監督の『おんぼろ草紙』に出演した。同年中に同社は解散し、松竹キネマ下加茂撮影所に移籍した。移籍第1作は、林長二郎（のちの長谷川一夫）主演、小石栄一監督の『人形武士』であった。1929年（昭和4年）、伊藤大輔監督が松竹キネマに招かれて監督した『斬人斬馬剣』にも若者役で顔を出している。1931年（昭和6年）に大瀬の半五郎役で出演した『清水の小政』で注目された。1934年（昭和9年）、林長二郎主演、大曾根辰夫監督の『源三郎異変』では主役の兄に抜擢されている。
1936年（昭和11年）、近衛十四郎が徴兵されたため、主役級の俳優を必要とした東京・巣鴨の大都映画に招かれて入社する。移籍を機に「大乘寺八郎」と芸名を改め、入社第1作は、同年、白井戦太郎監督の『浪人街の顔役』で、初の主役であった。同年、白井監督の『旅情一夜噺』にも主演している。
1938年（昭和13年）、大伴龍三監督の『宮本武蔵』に出演、松山宗三郎（のちの小崎政房）の武蔵に対する小次郎役を演じた。1942年（昭和17年）の後藤昌信監督による主演作『祝言前夜』まで、大都映画に在籍したわずか5年半に、110作に出演した。美男の剣戟俳優として人気を博した。
第二次世界大戦後は、1955年（昭和30年）、宝塚映画で、二川文太郎・並木鏡太郎共同監督による『復讐浄瑠璃坂』二部作、1956年（昭和31年）、安田公義監督の『白井権八』に大岡紋斎役で出演している。『白井権八』が公開されたちょうど1年後の1957年（昭和32年）2月23日、死去した。満47歳没。

## おもなフィルモグラフィ
- 『助太刀商売』 : 監督中根龍太郎、1928年
- 『おんぼろ草紙』 : 監督山崎藤江、1928年

- 『人形武士』 : 監督小石栄一、1928年
- 『あづま男』 : 監督星哲六、1929年
- 『盆槍権兵衛』 : 監督中根龍太郎、1929年
- 『斬人斬馬剣』 : 監督伊藤大輔、1929年 - 若者
- 『荒木又右衛門』 : 監督悪麗之助、1930年 - 喧嘩屋五郎兵衛
- 『清水の小政』 : 監督星哲六、1931年
- 『忠弥行状記』 : 監督井上金太郎、1931年 - 牧野兵庫
- 『鼠小僧次郎吉』 : 監督衣笠貞之助、1932年
- 『猛襲高田の馬場』 : 監督秋山耕作、1932年
- 『忠臣蔵 前篇 赤穂京の巻』 : 監督衣笠貞之助、1932年 - 吉良の用心棒
- 『忠臣蔵 後篇 江戸の巻』 : 監督衣笠貞之助、1932年 - 吉良の用心棒
- 『南蛮なでしこ』 : 監督井上金太郎、1933年 - 海援隊士
- 『源三郎異変 必殺剣鬼の巻』 : 監督大曾根辰夫、1934年 - 源太郎
- 『源三郎異変 絢爛恋慕の巻』 : 監督大曾根辰夫、1934年 - 源太郎
- 『蹴手繰り音頭』前篇・後篇 : 監督井上金太郎、1935年 - ども八

- 『浪人街の顔役』 : 監督白井戦太郎、1936年
- 『旅情一夜噺』 : 監督白井戦太郎、1936年
- 『宮本武蔵』 : 監督大伴龍三、1938年
- 『祝言前夜』 : 監督後藤昌信、1942年

- 『復讐浄瑠璃坂 第一部 鬼伏峠の襲撃』 : 監督二川文太郎・並木鏡太郎、1955年
- 『復讐浄瑠璃坂 第二部 暁の血戦』 : 監督二川文太郎・並木鏡太郎、1955年
- 『白井権八』 : 監督安田公義、1956年

## 註
1. 1 2 3 4 5 6 7 8 9 10 11 12  『芸能人物事典 明治大正昭和』、日外アソシエーツ、1998年、「大乗寺八郎」の項。
2. 1 2 3 4 5 6 7 8 9 10 11 12  『無声映画俳優名鑑』、無声映画鑑賞会編、マツダ映画社監修、アーバン・コネクションズ、2005年、p.149。
3. 1 2 3 4 5 6 7  #外部リンク、「大乗寺八郎」、日本映画データベース、2009年11月10日閲覧。